# خیزش میستریان
خیزش میستریان دوازدهمین قسمت از فصل چهاردهم سریال کارتونی آمریکایی ساوت پارک، و به طور کلی دویست و هفتمین قسمت پخش شده از این مجموعه است. این قسمت در تاریخ سوم نوامبر سال ۲۰۱۰ از شبکه کابلی کمدی سنترال به نمایش درآمد.

نویسندگی و کارگردانی این قسمت بر عهده تری پارکر بوده و در آمریکا با رده‌بندی بزرگسالان به نمایش درآمده است. در پخش اولیه این قسمت در ایالات متحده، ۳٫۲ میلیون نفر آن را تماشا کردند.

## خلاصه
کون و دوستان به رهبری کون برای جنگیدن با ارباب تاریکی، کتولو، همکاری می‌کنند. اما کون از طرف دوستانش طرد شده و اکنون مجبور است به تنهایی ادامه دهد و انتقام سختی از دوستان بگیرد.